# Justin Tucker
Justin Paul Tucker (nasceu em 21 de novembro de 1989) é um jogador de futebol americano que atua como placekicker na National Football League (NFL). Ele jogou futebol americano universitário na Universidade do Texas e foi contratado pelos Baltimore Ravens como agente livre não draftado em 2012. Considerado um dos maiores chutadores de todos os tempos, Tucker é o kicker com maior precisão da história da NFL com 89,1% de conversões em chutes e possui o recorde de field goal convertido mais longo na NFL com 66 jardas. Tucker também foi nomeado para sete Pro Bowls e cinco All-Pros do primeiro time, e esteve no time vencedor do Super Bowl XLVII.

## Primeiros anos
Ele se formou na Westlake High School em Austin, Texas. Lá ele foi companheiro de equipe de Nick Foles, futuro quarterback da NFL, do tight end Kyle Adams e do linebacker Bryce Hager .  Tucker jogou também como wide receiver, safety e placekicker no time Westlake Chaparrals.  Ele também jogou futebol dos 3 aos 4 anos de idade até o segundo ano.  Tucker jogou no All-American Bowl do Exército dos EUA de 2008. 

## Carreira universitária
Tucker frequentou a Universidade do Texas em Austin e jogou no time de futebol americano Longhorns .  Em 2011 ele chutou o field goal da vitória quando o tempo regular acabou, numa partida que contém uma rivalidade de 118 jogos em 117 anos entre Texas A&M University e University of Texas. O Texas, então classificado em 25º lugar, venceu por 27–25.  Embora Tucker tenha terminado sua carreira no futebol universitário com uma porcentagem de conversão de field goals de 83,3%, a terceira melhor na história da competição, ele não foi convidado para o East-West Shrine Game, Senior Bowl ou NFL Scouting Combine . 
A princípio graduando de comunicação, Tucker mudou seu curso para tecnologia de gravação e estudou com Nikita Storojev na Escola de Música Sarah e Ernest Butler, onde aprendeu canto lírico em inglês, espanhol, francês, italiano, alemão, latim e russo .  Tucker se formou como Bacharel em Música um semestre antes para treinar para o Draft da NFL . 

## Carreira profissional

### Baltimore Ravens

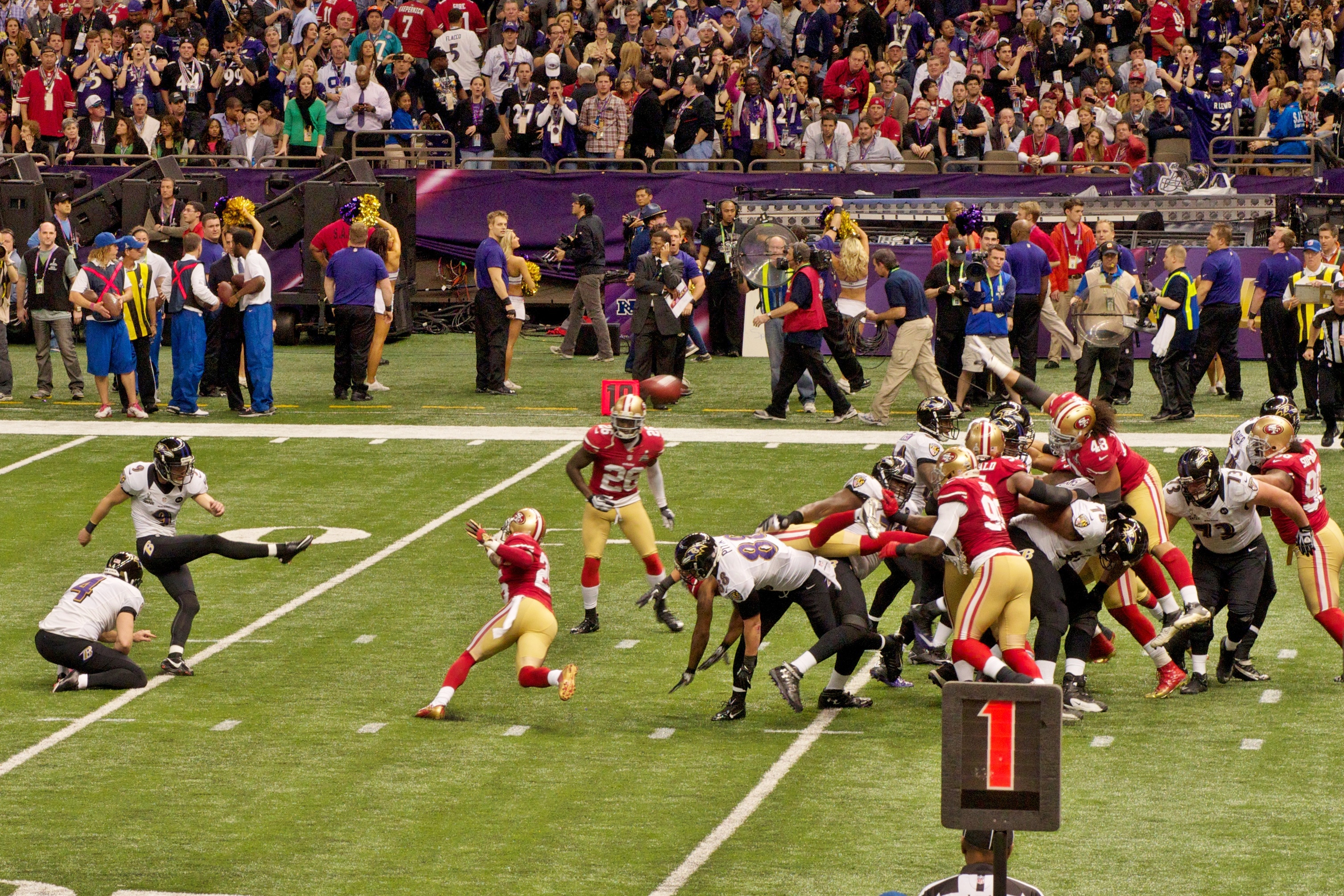
Justin Tucker chutando um field goal no Super Bowl XLVII.

Para ajudar a se promover para o draft, Tucker gravou um vídeo no YouTube de cinco minutos, sem cortes e sem edição, dele fazendo dez tentativas de field goal nos ângulos esquerdo, direito e central a distâncias variando de 30 a 55 jardas. No final, Tucker olhou para a câmera e disse: “Me escolha”.  Depois de não figurar entre os quatro kickers ( Randy Bullock, Greg Zuerlein, Blair Walsh e John Potter ) selecionados no Draft da NFL de 2012,  Tucker assinou como agente livre não draftado com o Baltimore Ravens em 29 de maio, para iniciar os treinos com os Ravens ao lado do placekicker Billy Cundiff .  Após o desempenho de Tucker na pré-temporada, ele foi nomeado titular e Cundiff foi dispensado. 

#### Temporada 2012
Em sua temporada de estreia, Tucker mostrou ser um chutador muito preciso, acertando todas as 42 tentativas de pontos extras e errando apenas três de 33 field goals.  Durante a semana 3 contra o New England Patriots, Tucker chutou um field goal vencedor faltando dois segundos para o fim, dando aos Ravens uma vitória apertada por 31-30 e sua primeira vitória na temporada regular contra os Patriots na história.  O field goal acabou gerando polêmica porque a bola foi chutada por cima da barra direita e replays mais claros mostraram que a bola estava extremamente perto de passar por fora da barra. No entanto, o chute foi considerado "bom" pelos árbitros substitutos (os árbitros originais estavam em greve na época) e como pela regra os field goals não podem ser revisados, a jogada não pôde ser revisada, dando a vitória a Baltimore. Na semana 12 contra o San Diego Chargers, Tucker chutou o field goal que empatou e também o que venceu o jogo no final do tempo regular e na prorrogação, respectivamente, em uma vitória por 16-13 fora de casa.  Em 12 de janeiro de 2013, durante o jogo da Rodada Divisional contra o Denver Broncos, Tucker chutou um field goal de 47 jardas na segunda prorrogação para vencer o jogo (mais tarde conhecido como o Milagre de Mile High) e enviou os Ravens para o AFC Championship pelo segundo ano consecutivo. 
Durante o segundo quarto do Super Bowl XLVII contra o San Francisco 49ers, Tucker não conseguiu completar o que foi a primeira tentativa falsa de field goal na história do Super Bowl, chegando a apenas uma jarda das nove necessárias para a primeira descida. Mesmo assim, seus dois field goals no quarto período garantiram uma vitória por 34-31 para os Ravens, dando a Tucker seu primeiro anel do Super Bowl. 

#### Temporada 2013

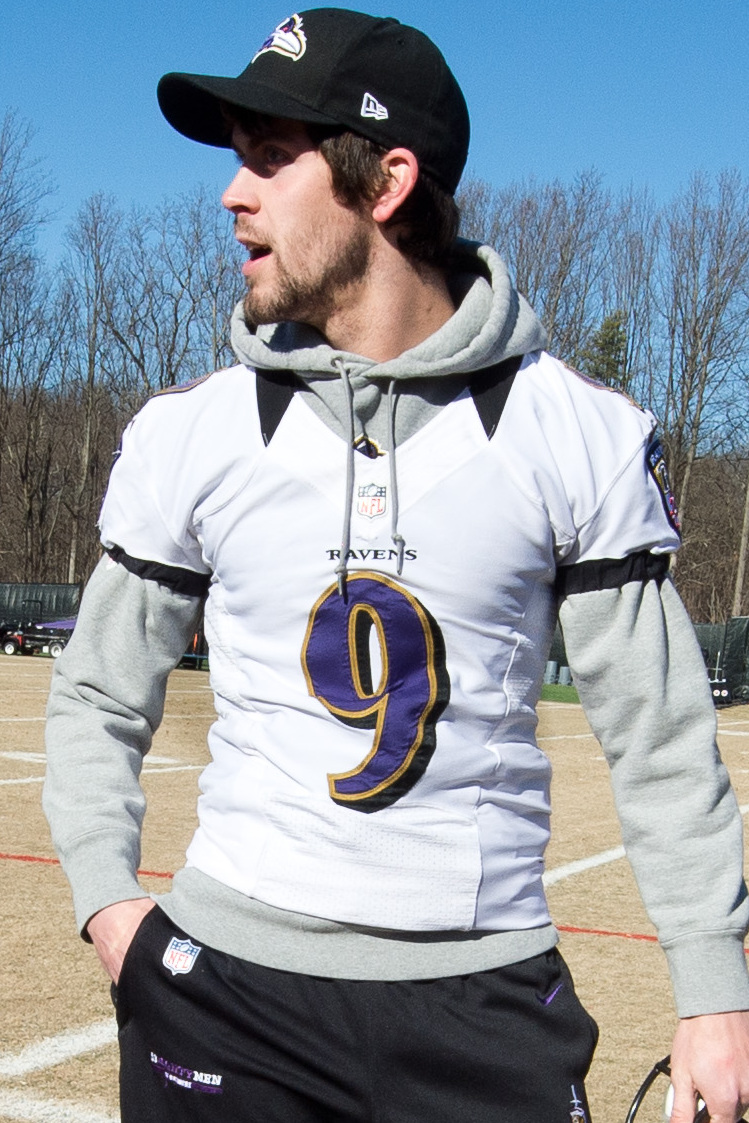
Tucker no Baltimore Ravens em 2013.

Apesar de perder dois field goals na semana 2 contra o Cleveland Browns,  Tucker continuou seu sucesso como um ótimo chutador para os Ravens. Na semana 5 contra o Miami Dolphins, Tucker chutou o field goal de 44 jardas no final do quarto período para dar aos Ravens uma vitória por 26-23 fora de casa.  Ele também chutou o field goal da vitória de 46 jardas na prorrogação contra o Cincinnati Bengals na Semana 10, fazendo os Ravens vencerem por 20-17.  Tucker foi nomeado Jogador do Mês das Equipes Especiais da AFC em novembro.  No Dia de Ação de Graças, Tucker chutou cinco field goals na vitória dos Ravens por 22-20 contra o Pittsburgh Steelers .  Ele também foi escolhido o melhor jogador do jogo junto com Jacoby Jones por John Madden . Tucker trouxe seu holder, Sam Koch e o long snapper, Morgan Cox, para receberem o prêmio em tela com ele.
Em 2013, Tucker bateu o recorde da franquia com seis field goals, que foram os únicos pontos dos Ravens, em uma vitória por 18-16 sobre o Detroit Lions no Ford Field em Detroit em 16 de dezembro, incluindo um field goal de 61 jardas para vencer o jogo no último minuto.  Durante o jogo, Tucker se tornou o primeiro chutador na história da NFL a chutar um field goal nos minutos 20, 30, 40, 50 e 60 do mesmo jogo.  Seu field goal de 61 jardas estabeleceu o recorde da NFL de field goal mais longo em um estádio coberto; Tucker quebraria seu próprio recorde quase oito anos depois, no mesmo estádio.  Ele foi nomeado Jogador da Semana das Equipes Especiais da AFC três vezes: na semana 10, na semana 12 e na semana 15.  Tucker terminou o ano liderando a liga em tentativas de field goal e conquistou sua primeira seleção no Pro Bowl, além de ser eleito para o primeiro time do All-Pro pelos eleitores da AP. 

#### Temporada 2014
Na semana 3 contra os Browns, Tucker chutou um field goal de 32 jardas quando o tempo acabou para dar aos Ravens uma vitória por 23-21 fora de casa.  Ele ganhou o prêmio de Jogador da Semana das Equipes Especiais da AFC pelo seu jogo contra o Cleveland.  Tucker ganhou o prêmio de Jogador do Mês das Equipes Especiais da AFC em novembro.  Ele terminou o ano contribuindo com 129 dos 409 pontos, até a época recorde da franquia, marcados pelos Ravens naquela temporada.  Tucker converteu todas as 42 tentativas de pontos extras e 29 das 34 tentativas de field goal. 

#### Temporada 2015
Tucker teve seu pior ano estatisticamente, perdendo sete field goals, apesar de liderar a liga em tentativas de field goal. No entanto, ele também foi um dos únicos pontos positivos na equipe em uma temporada cheia de lesões no elenco. Na semana 4 contra os Steelers, Tucker chutou os field goals que empataram e venceram o jogo no final do tempo regular e na prorrogação, respectivamente, em uma vitória por 23-20 fora de casa.  Ele foi nomeado Jogador da Semana das Equipes Especiais da AFC por seu jogo contra o Pittsburgh.  No jogo seguinte contra os Browns, Tucker chutou um field goal de 25 jardas que empatou o jogo no final do quarto período, mas os Ravens perderam na prorrogação por 30-33.  Na semana 8 contra os Chargers, Tucker acertou todas as cinco tentativas de field goals, incluindo um de 39 jardas quando o tempo acabou dando a vitória aos Ravens por 29-26, a segunda do ano.  Ele ganhou o prêmio de Jogador da Semana das Equipes Especiais da AFC por seu desempenho contra o San Diego.  Na semana 11 contra o St. Louis Rams, Tucker fez o field goal que empatou e venceu o jogo no quarto período, sendo este quando o tempo acabou na vitória por 16-13, a terceira vitória dos Ravens do ano.  No entanto, na Semana 13 contra os Dolphins, Tucker perdeu um field goal de 55 jardas no final do quarto período e os Ravens perderam por 13-15.  No geral, Tucker converteu todas as 29 tentativas de pontos extras e 33 das 40 tentativas de field goal durante a temporada de 2015. 

#### Temporada 2016
Em 26 de fevereiro de 2016, os Ravens deram um contrato provisório da franquia para Tucker.  Ele assinou o contrato da franquia em 4 de março de 2016, que lhe renderia US$ 4,5 milhões.  Tucker assinou uma extensão de quatro anos no valor de US$ 16,8 milhões em 15 de julho de 2016. 
Tucker converteu um field goal na semana 2 contra os Browns em uma vitória por 25-20 fora de casa  antes de chutar um field goal de 53 jardas que deu a vitória no final do quarto período por 19-17 fora de casa contra o Jacksonville Jaguars .  Ele ganhou o prêmio de Jogador do Mês das Equipes Especiais da AFC em setembro.  Na semana 12 contra o Bengals, Tucker chutou quatro field goals, três destes de mais de 50 jardas em uma vitória por 19-14, o que lhe deu o prêmio de Jogador da Semana das Equipes Especiais da AFC.  Na semana 15 contra o Philadelphia Eagles, Tucker igualou o recorde de uma única temporada da NFL com 10 field goals de mais de 50 jardas, em uma vitória apertada por 27-26. 
Tucker terminou o ano convertendo todos os field goals, exceto um,  na semana 14, que foi bloqueado contra os Patriots,  liderando a liga com 38 gols.  Ele foi nomeado para seu segundo Pro Bowl, o primeiro desde 2013, como resultado de sua temporada bem-sucedida de 2016 e foi nomeado All-Pro do time principal pela segunda vez em sua carreira. 

#### Temporada 2017
Tucker foi nomeado Jogador do Mês das Equipes Especiais da AFC em novembro. Ele converteu todas as oito tentativas de field goal no mês.  Em 2017, Tucker completou 34 de 37 field goals e acertou 39 de 39 pontos extras.  Ele foi nomeado All-Pro do segundo time para a temporada de 2017. 

#### Temporada 2018
Na semana 3, Tucker fez dois field goals de mais de 50 jardas e três pontos extras na vitória por 27-14 contra os Broncos, o que lhe deu o prêmio de Jogador da Semana das Equipes Especiais da AFC.  Mais tarde, ele foi nomeado Jogador do Mês das Equipes Especiais da AFC em setembro.  No entanto, em 21 de outubro de 2018, Tucker perdeu sua primeira tentativa de ponto extra da carreira contra o New Orleans Saints faltando 24 segundos para o final do jogo, resultando em uma derrota por 23-24 em um jogo que, caso tivesse acertado o field goal, provavelmente teria ido para a prorrogação.  Na semana 11 contra o Bengals, Tucker chutou um field goal de 24 jardas no meio do quarto período em uma vitória por 24-21.  Na Semana 17, Tucker converteu todos os quatro field goals e duas tentativas de pontos extras em uma vitória por 26-24 contra os Browns, o que lhe deu o prêmio de Jogador da Semana das Equipes Especiais da AFC.  Tucker se tornou o primeiro jogador na história da NFL com seis temporadas tendo 30 ou mais field goals marcados.  Ele foi nomeado All-Pro do primeiro time pela terceira vez. 
No terceiro quarto da Rodada Wild Card contra o Los Angeles Chargers em 6 de janeiro de 2019, Tucker errou um field goal de 50 jardas, sua primeira falha da carreira na pós-temporada. Ele terminou o jogo com 1 acerto de 2, com os Ravens perdendo por 17–23. 

#### Temporada 2019
Em 24 de abril de 2019, Tucker assinou uma extensão de  contrato de quatro anos no valor de US$ 23,05 milhões, com US$ 12 milhões antecipados, mantendo-o sob contrato até a temporada de 2023.  Na semana 5 contra os Steelers, Tucker acertou todos os quatro field goals, incluindo um de 48 jardas para o empate e um de 46 jardas na prorrogação para a vitória, o que lhe valeu o prêmio de Jogador da Semana das Equipes Especiais da AFC. 
No jogo da semana seguinte contra os Bengals, Tucker fez três field goals e dois pontos extras, o que lhe deu outro prêmio de  Jogador da Semana das Equipes Especiais da AFC.  Ele foi nomeado Jogador do Mês das Equipes Especiais da AFC em outubro.  No dia 3 de novembro, em um jogo contra o Patriots, Tucker errou o primeiro chute da temporada e o segundo ponto extra da carreira, mas os Ravens ainda venceram por 37-20.  Em 1º de dezembro, em um jogo contra o 49ers, Tucker fez um field goal de 49 jardas para dar a vitória por 20-17.  Na temporada de 2019, Tucker converteu 57 das 59 tentativas de pontos extras e 28 das 29 tentativas de field goal.  Ele liderou a NFL em tentativas e acertos de pontos extras.  Tucker foi nomeado para o Hall da Fama do Futebol Profissional na década de 2010. 

#### Temporada 2020

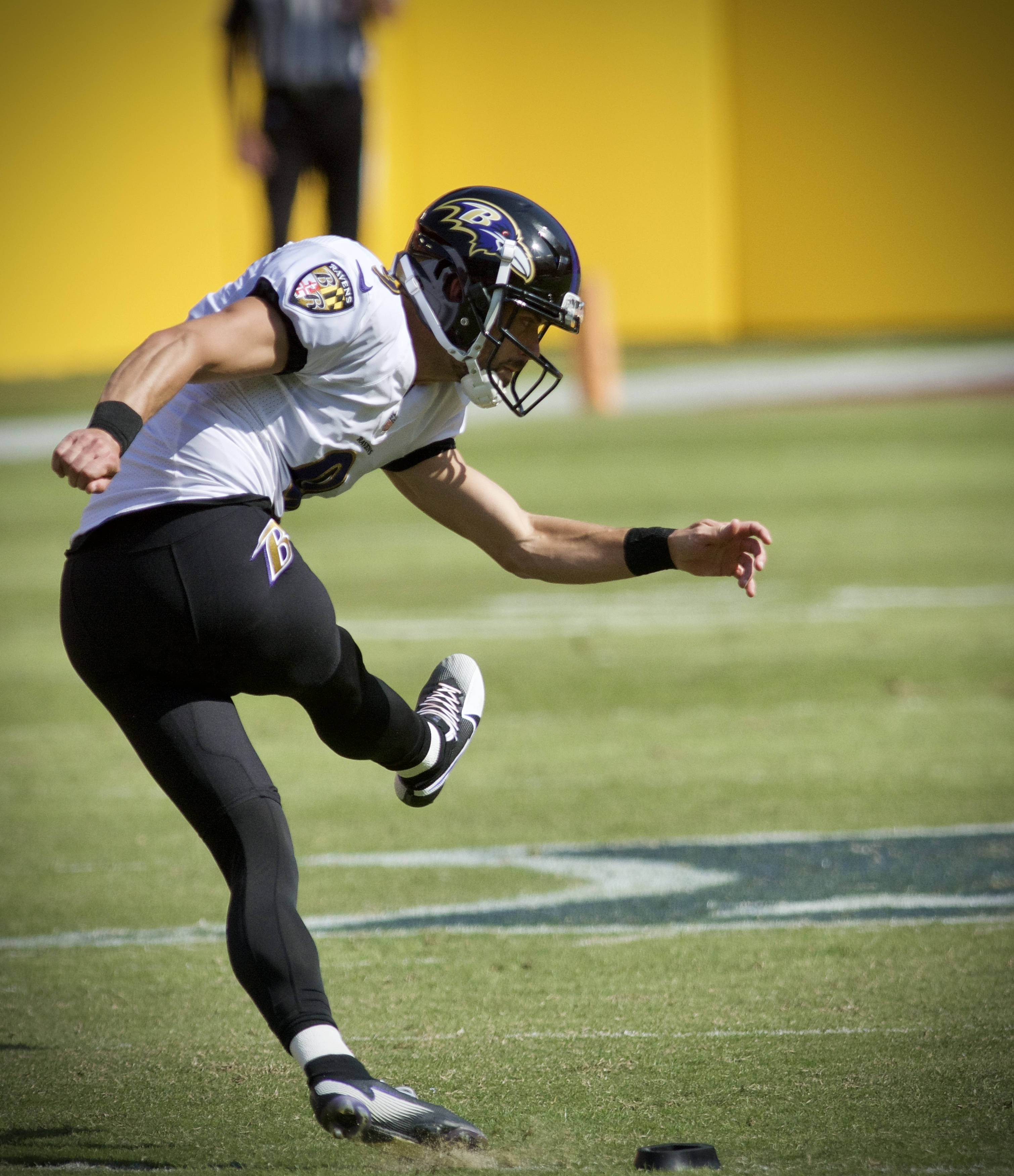
Tucker na temporada de 2020.

Tucker continuou seus chutes certeiros em 2020, com sua primeira falha ocorrendo somente na semana 5, quando ele errou uma tentativa de 61 jardas contra os Bengals.  Na semana 14 contra os Browns, Tucker chutou um field goal de 55 jardas que deu a vitória para os Ravens fora de casa por 47-42, faltando dois segundos para o fim.  Na temporada de 2020, Tucker converteu 52 de 53 tentativas de pontos extras e 26 de 29 tentativas de field goal.  Ele foi nomeado para seu quarto Pro Bowl da carreira. 
Em meio a condições difíceis de vento, Tucker errou dois field goals no primeiro tempo, atingindo a vertical esquerda na primeira tentativa e a vertical direita na segunda tentativa em uma derrota por 3-17 na Rodada Divisional para o Buffalo Bills em 16 de janeiro de 2021 . Ele terminou o jogo com um acerto de três. 

#### Temporada 2021
Em 26 de setembro de 2021, Tucker chutou um field goal recorde da NFL de 66 jardas quando o tempo regular acabou, dando a vitória por 19-17 fora de casa contra os Lions.  Ele terminou o jogo com um desempenho que lembrou o de 2013 no mesmo estádio, fazendo quatro field goals consecutivos depois de perder um field goal de 49 jardas no primeiro quarto.  Tucker ganhou o prêmio de Jogador da Semana do AFC Special Teams por seu jogo contra o Detroit.  Tucker também converteu um field goal de 36 jardas na vitória por 34-31 na semana 9 contra o Minnesota Vikings na prorrogação.  Tucker terminou a temporada de 2021 convertendo todas as 32 tentativas de pontos extras e 35 das 37 tentativas de field goal.  Ele liderou a NFL entre os chutadores qualificados em porcentagem de conversões de field goals. 
Tucker foi escolhido para seu quinto Pro Bowl após a temporada  e foi nomeado All-Pro do primeiro time pela quinta vez.  No ranking Top 100 Players da NFL de 2022, Tucker foi eleito em 94º lugar por seus companheiros. 

#### Temporada 2022
Em 8 de agosto de 2022, Tucker assinou uma extensão contrato de quatro anos com os Ravens no valor de US$ 24 milhões, o que fez dele o chutador mais bem pago da liga. 
Tucker converteu um field goal de 43 jardas quando o tempo acabou dando a vitória por 19-17 sobre os Bengals na semana 5.  Esse chute foi seu 61º field goal consecutivo convertido no quarto período ou na prorrogação, o que é um recorde da NFL.  Durante uma derrota apertada na semana 12 por 27-28 para os Jaguars, Tucker tentou quebrar seu próprio recorde de field goal mais longo da história da NFL com um field goal de 67 jardas faltando dois segundos para o fim do quarto período, mas a tentativa falhou.  Em 11 de dezembro, Tucker se tornou o maior artilheiro de todos os tempos dos Ravens com um field goal de 42 jardas na vitória por 16-14 sobre o Pittsburgh Steelers .  Na temporada de 2022, Tucker converteu 31 de 32 tentativas de pontos extras e 37 de 43 tentativas de field goal.  Ele liderou a NFL em tentativas e conversões de field goals. 

#### Temporada 2023
Apesar um ano ruim, acetando apenas 1 de 5 field goals de mais de 50 jardas, Tucker foi nomeado para seu quinto Pro Bowl consecutivo (e sétimo no geral).

#### Temporada 2024
As dificuldades de Tucker continuaram na temporada de 2024, com ele convertendo 5 de 8 field goals, incluindo 0 de 2 chutes de mais de 50 jardas, nas primeiras quatro semanas do ano. Ele terminou a temporada de 2024 convertendo 60 de 62 pontos extras e 22 de 30 field goals.

#### Temporada 2025
Em 5 de maio de 2025, os Ravens dispensaram Tucker após treze temporadas. Em 26 de junho de 2025, a NFL suspendeu Tucker por dez jogos após uma investigação sobre as alegações de que Tucker se envolveu em comportamentos inadequados durante sessões de massagem.

### Recordes e honrarias da NFL
- Temporadas com 30 field goals marcados (9) [78][119]
- Field goal mais longo – 66 jardas vs. Detroit Lions (2021) [120]
- Mais de 50 jardas em um jogo – 3 (2016) (empate) [121]
- Mais de 50 jardas em field goals em uma temporada – 10 (2016) (empate) [122]
- Chutador mais rápido a atingir 1.000 pontos (2019) [123]
- Chutador mais rápido a atingir 300 field goals na carreira (2021) [124]
- Momento do ano da NFL ( 2021 ) [125]

### Recordes da franquia Ravens
- Field goals convertidos – 395 [126]
- Maior número de pontos marcados na carreira: 1.649 [127]
- Field goals em uma única temporada - 38 (2013, 2016) [128]
- Pontos marcados em uma única temporada – 149 (2023) [129]
- Field goals em um único jogo – 6 x Detroit Lions (2013), [130] x Tennessee Titans (2023)

## Vida pessoal
Tucker é um católico devoto e faz o sinal da cruz antes de cada chute.
Ele é um cantor baixo-barítono de música clássica que canta ópera em sete línguas diferentes. Ele já foi convidado pela Orquestra Sinfônica de Baltimore e pela Orquestra da Ópera de Nova York para apresentações, mas não pôde participar. Em 2015, Tucker foi contratado pela Royal Farms para cantar em sua linha de comerciais. Durante o ano, ele cantou "Ave Maria" em um concerto beneficente da Catholic Charities com os 'Concert Artists of Baltimore. Os talentos de ópera de Tucker também o levaram à final do Most Valuable Performer, um show de talentos com performances de jogadores da NFL, onde ele venceu graças à sua interpretação de "Ave Maria". Pela sua vitória, Tucker recebeu um anel e ganhou US$ 50 mil para sua instituição de caridade pela Baltimore School for the Arts.
Tucker se casou em março de 2015. Eles têm um filho.

### Alegações de má conduta sexual
Em janeiro de 2025, o jornal The Baltimore Banner publicou depoimentos em primeira mão de seis massagistas acusando Tucker de comportamento sexual inapropriado entre 2012 e 2016, alegando que ele havia intencionalmente exposto seus genitais, roçado seu pênis em algumas das massagistas e deixado sêmen na mesa de massagem após três de suas sessões. Em entrevistas, vários terapeutas disseram que o comportamento de Tucker os levou a encerrar suas sessões mais cedo ou a se recusar a atendê-lo novamente, e dois spas o proibiram de retornar. Os advogados que representam Tucker negaram as acusações detalhadas no relatório do The Banner, chamando-as de especulativas e "impossíveis de provar", além de negarem que Tucker tenha sido banido dos dois spas e que tenha ejaculado em algum deles. Seus advogados também encaminharam o The Baltimore Banner a mais de uma dúzia de massagistas com quem Tucker trabalhou — o Banner contatou onze e recebeu respostas de quatro, todas descrevendo experiências positivas com Tucker — e forneceram e-mails mostrando que um dos spas dos quais ele teria sido banido estava "o convidando ativamente para consultas adicionais". Outros dez massagistas apresentaram acusações contra Tucker depois que o Banner publicou sua primeira matéria, incluindo uma que alegava que Tucker havia acariciado a parte interna da coxa dela durante uma massagem e deixado ejaculação na mesa. Tucker negou todas as acusações, mas pedindo desculpas a "qualquer pessoa com quem trabalhei" que sentiu que Tucker não a tratou profissionalmente ou como pessoa.
Em 26 de junho de 2025, a NFL anunciou que Tucker seria suspenso pelas primeiras dez semanas da temporada de 2025. O jogador se recusou a apelar da decisão da NFL, o que levaria à divulgação das conclusões do oficial disciplinar, com seu agente afirmando que Tucker esperava "deixar este episódio difícil para trás e voltar a campo o mais rápido possível".

## Lingações externas
- Biografia do Baltimore Ravens
- Biografia dos Texas Longhorns
- Justin Tucker no X